# Johann Travers
Johann Travers oder rätoromanisch Gian Travers (* 1483 in Zuoz; † 22. August 1563 in Zuoz) war ein Schweizer Jurist und Bündner Landeshauptmann und Heerführer, Landammann und Förderer der Reformation im Engadin. 1527 verfasste er ein  rätoromanisches Gedicht mit 700 Versen und gilt damit als Wegbereiter und Mitbegründer der Oberengadinischen Schriftsprache.

## Leben
Johann Travers war ein Sohn des Jacob Travers und der Anna Planta, einer Tochter des Thomas Planta aus Samedan. Seine humanistische und juristische Bildung erwarb Travers an deutschen Universitäten in Leipzig etwa 1503 bis 1505 und in Siebenbürgen. Unklar ist, ob er mit J. Trauiers de Engadina Curiens. Dioc. X. identisch ist, der 1511 in Fribourg immatrikuliert war.
1515 nahm er seine politischen und juristischen Tätigkeiten auf, und wurde Landschreiber des Oberengadins und Kanzler des Bischofs von Chur. Im gleichen Jahr nahm er als Führer eines Oberengadiner Fähnleins an der Schlacht von Marignano teil. 1517 wurde er zum Landeshauptmann des Veltlins ernannt. Er erhielt 1519, zusammen mit seinem Vetter Simon, von Kaiser Maximilian I. den Adelsbrief. In seine zweite Amtszeit 1523 bis 1525 als Landeshauptmann des Veltlins fiel der Beginn des 1. Müsserkriegs 1525. Travers bewährte sich und war im 2. Müsserkrieg 1531–1532 Befehlshaber der Bündner und Veltliner.
Er war auch dreizehnmal Landammann des Oberengadins und trug wesentlich zum Erstarken des Freistaats der Drei Bünde bei, so durch die Erarbeitung der Ilanzer Artikel 1524. Er förderte 1539 bis 1542 die territoriale Teilung der Oberengadiner Markgenossenschaft in einzelne Nachbarschaften. Wiederholt vertrat er den bündnerischen Freistaat an der eidgenössischen Tagsatzung und an ausländischen Höfen.
Travers war von der mittelalterlichen Frömmigkeitsbewegung der Devotio moderna beeinflusst und stand mit vielen Gelehrten in der Schweiz in Briefkontakt. 1537 nahm er als Abgeordneter von Zuoz an der Disputation von Susch teil, wo er als Verfechter religiöser Toleranz in Erscheinung trat. 1539 gründete er mit dem Zürcher Reformator Heinrich Bullinger eine Lateinschule im aufgehobenen Nicolaikloster in Chur.
Mit der Unterbrechung des römisch-katholischen Konzils von Trient 1552 zerschlug sich seine Hoffnung auf Einigung von Katholiken und Evangelischen und auf die Überwindung der erfolgten Kirchenspaltung. So trat er im gleichen Jahr zum reformierten Glauben über. Es war auch der Beginn der zweiten Reformationsepoche in Graubünden, und das Oberengadin wechselte vom katholischen zum evangelischen Glauben. Auf sein Verlangen hin wurde der Prediger Philipp Gallicius nach Zuoz gerufen, der der reformierten Lehre zum Durchbruch verhalf. Mit Erlaubnis der Bündner Synode bestieg Travers selbst noch als über 70-Jähriger in Zuoz die Kanzel.
Später widersetzte er sich erfolgreich der von Prädikanten betriebenen Aufhebung des Bistums Chur, was von seinen reformierten Freunden kaum verstanden wurde. Für Travers, der früher Hofmeister und Kanzler von Bischof Paul Ziegler gewesen war, repräsentierte das Hochstift eine institutionelle Ordnung, für die er sich zeitlebens eingesetzt hatte. Die Aufhebung wäre nach seiner Überzeugung nur einzelnen Familien zugutegekommen und hätte den Fortbestand des Freistaats der Drei Bünde gefährden können.

## Werke
Travers gilt als Schöpfer der Oberengadiner und der rätoromanischen Schriftsprache. 1527 beschrieb er seine Gefangenschaft auf Schloss Musso im 1. Müsserkrieg in Form einer Reimchronik in 700 Knittelversen. Es ist der früheste Beleg rätoromanischer Literatur und heißt Chanzun da la guerra dalg Chiastè d’Müs. Ab 1534 ließ er seine biblischen Dramen als Erster in rätoromanischer Sprache aufführen, die eine große Wirkung auf die Bevölkerung des Engadins hatten.